# Млыновецкий сельский совет (Кременецкий район)
Млыновецкий сельский совет (укр. Млинівецька сільська рада) — входит в состав
Кременецкого района
Тернопольской области
Украины.
Административный центр сельского совета находится в 
с. Млыновцы.

## История
- До 2009 года сельский совет носил украинское название укр. Млиновецька сільська рада. В 2009 году название было уточнено как укр. Млинівецька сільська рада[2].

## Населённые пункты совета
- с. Млыновцы
- с. Бакоты
- с. Хотовица